# 张丰林
张丰林（1993年3月10日—），中华人民共和国山东省青岛人，中国男子游泳运动员。

## 簡歷
2012年，张丰林代表中国出戰英國倫敦舉行的奥林匹克运动会游泳比賽男子200米背泳賽事。